# Bopper en larmes
Albums de Laurent Voulzy
Le Cœur grenadine
(1979) Belle-Île-en-Mer 1977-1988
(1989)
Singles
1. Bopper en larmes
Sortie : 1983
2. Liebe
Sortie : 1983

Bopper en larmes est le deuxième album de Laurent Voulzy, sorti en 1983. Les deux titres sortis en 45 tours ont été Bopper en larmes et Liebe. 

## Histoire
Cet album a été enregistré par Laurent Voulzy au studio Davout pour les rythmiques, puis dans son studio à côté des Halles à Paris en treize mois. Alain Souchon et David McNeil ont aidé Voulzy pour les paroles des morceaux. Ingénieur du son recording : Bernard Darsch, mixeur : Thierry Alazard. Un « bopper » est un musicien de jazz qui joue dans le style bebop, et par extension, un fan de cette musique. Dans les mois suivant la sortie de l'album, Laurent retravaille la chanson Liebe en vue de sa sortie en single. C'est la version retravaillée qui est présente dans les compilations.

## Chansons
| No  | Titre                        | Auteur                 | Durée |
| --- | ---------------------------- | ---------------------- | ----- |
| 1.  | Bopper en larmes             | A. Souchon, L. Voulzy  | 4:40  |
| 2.  | Mayenne                      | A. Souchon, L. Voulzy  | 2:43  |
| 3.  | Black poule                  | A. Souchon, L. Voulzy  | 6:30  |
| 4.  | Meu samba pra voce           | D. McNeil, L. Voulzy   | 1:50  |
| 5.  | L'Océane                     | L. Voulzy              | 3:56  |
| 6.  | Ricken                       | A. Souchon, L. Voulzy  | 4:55  |
| 7.  | Cadillac Cruise              | H. Rowen, L. Voulzy    | 1:30  |
| 8.  | Liebe                        | A. Souchon, L. Voulzy  | 4:03  |
| 9.  | Plus d'un milliard de filles | Ann Calvert, L. Voulzy | 1:40  |
| 10. | Flirt                        | L. Voulzy              | 4:10  |
| 11. | Jalousie                     | A. Souchon, L. Voulzy  | 2:41  |
| 12. | En pas oublié' ou            | L. Voulzy              | 6:40  |
| 13. | Aut'chose                    | A. Souchon, L. Voulzy  | 0:43  |